# Microptila minutissima
Microptila minutissima är en nattsländeart som beskrevs av Friedrich Ris 1897. Microptila minutissima ingår i släktet Microptila och familjen smånattsländor. Inga underarter finns listade i Catalogue of Life.